# پائول ریچارد هاینریش بلازیوس
پائول ریچارد هاینریش بلازیوس (آلمانی: Paul Richard Heinrich Blasius؛ زاده ۹ اوت ۱۸۸۳ درگذشته ۲۴ آوریل ۱۹۷۰ (۸۶ سال)) یک فیزیک‌دان در زمینه مکانیک شاره‌ها و مهندسی مکانیک اهل آلمان بود.
او یکی از اولین دانشجویان پرانتل بود که پایه ریاضی برای پسا در جریان لایه مرزی ارایه کرد. او همچنین در ۱۹۱۱ نشان داد که مقاومت در برابر جریان آب را در داخل لوله صاف برای جریان آرام و مغشوش را بر پایه عدد رینولدز توصیف کرد. پس از شش سال مطالعه در علوم او به اینجنیوشول هامبورگ (امروزه به عنوان دانشگاه علوم کاربردی هامبورگ نامیده می‌شود) رفت و به عنوان استاد مشغول به کار شد. در اول آوریل ۱۹۶۲ هنریش بلاوزیوس پنجاهمین سالگرد تدریسش را جشن گرفت و تا ۲۴ آوریل ۱۹۷۴ همچنان به تدریس ادامه داد.
یکی از مهمترین دست‌آوردهای وی ارایه تفسیری برای جریان دو بعدی دائمی لایه مرزی بر روی صفحه نیمه بی‌نهایت تخت در برابر جریان یکطرفه می‌باشد. {\displaystyle U}.